# Рытица (Пушкиногорский район)
Рытица — деревня в центральной части Пушкиногорского района Псковской области. Входит в состав городского поселения Пушкиногорье.
Расположена в 2 км к югу от административного центра района — посёлка городского типа Пушкинские Горы.

## Население
Численность населения деревни по оценке на конец 2010 года составляла 40 человек.

## История
До 2005 года деревня входила в состав упразднённого сельского поселения «Первомайская волость». С 2005 до 2010 годов входила в ныне упразднённое сельское поселение «Пушкиногорская волость», с 3 июня 2010 года — в составе городского поселения «Пушкиногорье».